# Stanisław Akanowicz
Stanisław Akanowicz (lit. Stanislav Akanovič) (ur. 26 stycznia 1935 w Wojcieszunach w powiecie wileńskim) – litewski pedagog i działacz polityczny, poseł na Sejm Republiki Litewskiej (1990–1992). 

## Życiorys
W 1951 ukończył szkołę podstawową w Jaszunach, po czym podjął naukę w seminarium nauczycielskim w Trokach (do 1955). Od 1955 pracował w komisji kultury i oświaty litewskiego Komsomołu w rejonie solecznickim. Po odsłużeniu wojska (1955–1957) nauczał w szkołach rejonu solecznickiego. 
W latach 1960–1963 stał na czele Wydziału Kultury w Miejskim Komitecie Wykonawczym w Ejszyszkach. 
W październiku 1966 wybrano go wiceprzewodniczącym Komitetu Wykonawczego w Trokach. Rok później został absolwentem Wyższej Szkoły Partyjnej przy KC KPL w Wilnie. W latach 1982–1990 pełnił obowiązki wiceprzewodniczącego Rejonowego Komitetu Wykonawczego w Wilnie. 
W lutym 1990 został wybrany do Rady Najwyższej Litewskiej SRR. W głosowaniu nad restytucją niepodległości Litwy z 11 marca 1990 wstrzymał się od głosu. 